# Meta Catania Calcio a 5
La  Meta Catania Calcio a 5, comunemente nota con il nome Meta Catania C5, è una società sportiva dilettantistica italiana attiva nel calcio a 5 con sede a Catania.

## Storia
Nel 2007 Salvatore Marletta ed Enrico Musumeci iscrivono al campionato di Serie D provinciale la M&M Futsal Club. Nella prima stagione, guidati da Ivan Zinna, i ragazzi della squadra puntese conquistano la promozione in Serie C2. La società cresce rapidamente e in due stagioni arriva anche la promozione al massimo campionato regionale di C1. Nell'estate del 2014 la società modifica la denominazione sociale in Meta C5. In concomitanza con il trasferimento del campo di gioco al PalaCatania, dalla stagione 2018-19 la società ha adottato come colori sociali il rosso e l'azzurro del capoluogo, affiancando inoltre alla denominazione ufficiale quella di "Meta Catania". Nell'estate del 2020 la società stabilizza il nome di Catania nella denominazione sociale, divenuta Meta Catania C5. In questa stagione la squadra si rivela la sorpresa della Serie A: giunta settima al termine della stagione regolare, il Meta Catania raggiunge un'inaspettata qualificazione alla finale dei play-off scudetto, dove è però superata dai campioni in carica dell'Italservice.
Nel 2024 diventa campione d'Italia per la prima volta.
Nella stagione 2024-25 è semifinalista di Coppa Italia, vince la Supercoppa italiana, gioca alcune partite in élite Champions League e conquista il suo secondo scudetto consecutivo.

## Cronistoria
| Cronistoria della Meta Catania C5 |
| --- |
| - 2007 · Fondazione del M&M Futsal Club. - 2007-08 · 1ª nel girone B di Serie D Sicilia. Promossa in Serie C2. - 2008-09 · ? nel girone C di Serie C2 Sicilia. - 2009-10 · 1ª nel girone C di Serie C2 Sicilia. Promossa in Serie C1. - 2010-11 · 8ª in Serie C1 Sicilia. Ottavi di finale di Coppa Italia regionale. - 2011-12 · 10ª in Serie C1 Sicilia. ? in Coppa Italia regionale. - 2012-13 · 3ª in Serie C1 Sicilia. Finalista play-off promozione. Vince la Coppa Italia regionale (1º titolo). - 2013-14 · 5ª in Serie C1 Sicilia. Ripescata in Serie B. Semifinalista play-off promozione. Finalista di Coppa Italia regionale. - 2014 · Assume la denominazione Meta C5. - 2014-15 · 4ª nel girone F di Serie B. 1º turno play-off promozione. Finalista di Coppa Italia di Serie B. - 2015-16 · 1ª nel girone G di Serie B. Promossa in Serie A2. Ottavi di finale di Coppa Italia di Serie B. - 2016-17 · 5ª nel girone B di Serie A2. Semifinalista play-off promozione. - 2017-18 · 2ª nel girone B di Serie A2. Promossa in Serie A. Vince i play-off promozione. Finalista di Coppa Italia di Serie A2. 3º turno di Coppa della Divisione. - 2018 · Alla denominazione ufficiale viene affiancata quella di Meta Catania C5. - 2018-19 · 5ª in Serie A. Quarti di finale play-off scudetto. Quarti di finale di Coppa Italia. 3º turno di Coppa della Divisione. - 2019-20 · 7ª in Serie A. 2º turno di Coppa della Divisione. - 2020 · Assume la denominazione Meta Catania C5. - 2020-21 · 7ª in Serie A. Finalista play-off scudetto. Turno preliminare di Coppa Italia. - 2021-22 · 11ª in Serie A. - 2022-23 · 8ª in Serie A. Quarti di finale play-off scudetto. 2º turno di Coppa Italia. Quarti di finale di Coppa della Divisione. - 2023-24 · 4ª in Serie A, Campione d'Italia (1º titolo). 2º turno di Coppa Italia. 2º turno di Coppa della Divisione. - 2024-25 · 1ª in Serie A, Campione d'Italia (2º titolo). Semifinalista di Coppa Italia. Ottavi di finale di Coppa della Divisione. Vince la Supercoppa italiana (1º titolo) Turno élite di Champions League. |

## Statistiche e record
| Livello | Categoria | Partecipazioni | Debutto   | Ultima stagione |
| ------- | --------- | -------------- | --------- | --------------- |
| 1º      | Serie A   | 6              | 2018-2019 | 2024-2025       |
| 2º      | Serie A2  | 2              | 2016-2017 | 2017-2018       |
| 3º      | Serie B   | 2              | 2014-2015 | 2015-2016       |
| 4º      | Serie C1  | 4              | 2010-2011 | 2013-2014       |
| 5º      | Serie C2  | 2              | 2008-2009 | 2009-2010       |
| 6º      | Serie D   | 1              | 2007-2008 | 2007-2008       |

## Rosa 2024-2025
Rosa aggiornata al 06-05-2025
| N° | Naz.               | Ruolo | Sportivo                      | Anno |  |  |
| -- | ------------------ | ----- | ----------------------------- | ---- |  |  |
| 1  | Italia (bandiera)  | POR   | Sebastiano Tornatore          | -    |  |  |
| 2  | Italia (bandiera)  | LAT   | Michele Podda                 | -    |  |  |
| 3  | Marocco (bandiera) | LAT   | Anás El Ayyane                | -    |  |  |
| 4  | Italia (bandiera)  |       | Giulio Musumeci               | -    |  |  |
| 5  | Italia (bandiera)  | DIF   | Maurizio Silvestri            | -    |  |  |
| 6  | Italia (bandiera)  | LAT   | Giovanni Pulvirenti           | -    |  |  |
| 7  | Brasile (bandiera) | LAT   | Dian Luka                     | -    |  |  |
| 8  | Italia (bandiera)  | LAT   | Mario Riccardo Salamone       | -    |  |  |
| 14 | Brasile (bandiera) | DIF   | Wesley Porfirio Machado BOCAO | -    |  |  |
| 17 | Brasile (bandiera) | LAT   | Luis Felipe Naibo Turmena     | -    |  |  |
| 18 | Brasile (bandiera) | POR   | Joao Timm                     | -    |  |  |
| 22 | Italia (bandiera)  | UNI   | Carmelo Musumeci              | -    |  |  |
| 27 | Brasile (bandiera) | PIV   | Anderson da Rocha Silva Zōi   | -    |  |  |
| 28 | Brasile (bandiera) | POR   | Pedro Henrique Siqueira       | -    |  |  |
| 73 | Italia (bandiera)  | LAT   | Gaetano Centorrino            | -    |  |  |
| 74 | Italia (bandiera)  | LAT   | Mario Musumeci                | -    |  |  |
| 75 | Italia (bandiera)  |       | Carmelo Lanza                 | -    |  |  |

## Titoli

### Campionati
- Campionato italiano: 2

2023-2024, 2024-2025
- 1 Campionato di serie B:

2015-2016.
- 1 Campionato di serie C2

2009-2010.
- 1 Campionato di serie D:

2007-2008.

### Coppe
- 1 Super Coppa Italiana:

2024-2025.
- 1 Coppa Italia Regionale:

2012-2013.

## Attività polisportiva
Nel 2022 è stata la prima società di calcio a cinque ad aver aderito ad un progetto eSports.